# Glenea kraatzii
Glenea kraatzii là một loài bọ cánh cứng trong họ Cerambycidae.